# Victorious (альбом Skillet)
Victorious (с англ. — «Победоносный») — десятый (юбилейный) студийный альбом американской рок-группы Skillet. Релиз состоялся 2 августа 2019 года под руководством лейбла Atlantic Records.

## Об альбоме
О том, что запись нового альбома идёт полным ходом и его релиз состоится в 2019 году, Джон Купер поделился ещё перед началом тура Russian Tour 2019.
На концертах в российской части тура, группа представила 2 новые песни: «Legendary» и «Rise Up».
7 мая 2019 года в интервью для Billboard группа анонсировала свой 10-й студийный альбом, который получил название Victorious. Релиз назначен на 2 августа 2019. В этот же день открылся пред-заказ альбома в iTunes и стал доступен трек «Legendary», который впоследствии стал лид-синглом с альбома.
14 июня стали доступны сразу 2 трека из нового альбома — «Anchor» и «Save Me». Они стали 2-м и 3-м синглом в поддержку альбома.
17 июля состоялась премьера официального видеоклипа на сингл «Legendary».
26 июля стал доступен трек «You Ain’t Ready», который стал 1-м промосинглом в поддержку альбома.
11 октября состоялся релиз обновлённой версии трека «Anchor» (Reimagined).
3 апреля 2020 года состоялся релиз видеоклипа на трек «Save Me» 
24 июня состоялся релиз обновлённой версии трека «Save Me» (Reimagined)  и «Terrify The Dark» (Reimagined).
2 августа открылся предзаказ делюкс-версии альбома, под названием Victorious: The Aftermath. Релиз состоялся 11 сентября 2020 года. В расширенное издание вошли 3 новых трека: «Dead Man Walking», «Sick And Empty», «Dreaming Of Eden», 2 ремикса и обновлённые версии песен «Save Me», «Victorious» и «Terrify The Dark».

## Лирик-видео
8 мая 2019 группа представила лирик-видео на сингл «Legendary». Данное видео было собрано из отрывков исполнения песни со съёмок концертов в разных городах Russian Tour 2019.
14 июня 2019 года группа представила ещё 2 лирик-видео на синглы «Anchor» и «Save Me».
26 июля 2019 года группа представила ещё одно лирик-видео на промосингл «You Ain’t Ready».
24 июля 2020 года группа представила лирик-видео на обновлённую версию трека «Terrify The Dark» (Reimagined).

## Реакция
| Оценки критиков     | Оценки критиков |
| Источник            | Оценка          |
| ------------------- | --------------- |
| AllMusic            | [ 18 ]          |
| Jesus Freak Hideout | [ 19 ]          |

Нил З. Йенг из AllMusic назвал альбом «удовлетворительным, вызывающим и возбуждающим сборником духовной шумихи». В качестве альтернативы, Дэвид Крафт из Jesus Freak Hideout почувствовал, что группа ограничивала себя в жанрах альбома и «похоже, застряла в эре Comatose».

## Список композиций
| №                   | Название              | Длительность |
| ------------------- | --------------------- | ------------ |
| 1.                  | «Legendary»           | 4:04         |
| 2.                  | «You Ain't Ready»     | 3:17         |
| 3.                  | «Victorious»          | 4:05         |
| 4.                  | «This Is The Kingdom» | 3:27         |
| 5.                  | «Save Me»             | 3:43         |
| 6.                  | «Rise Up»             | 3:58         |
| 7.                  | «Terrify The Dark»    | 3:45         |
| 8.                  | «Never Going Back»    | 3:33         |
| 9.                  | «Reach»               | 3:22         |
| 10.                 | «Anchor»              | 3:36         |
| 11.                 | «Finish Line»         | 3:26         |
| 12.                 | «Back To Life»        | 4:36         |
| Общая длительность: | Общая длительность:   | 42:52        |

| №                   | Название                          | Длительность |
| ------------------- | --------------------------------- | ------------ |
| 13.                 | «Dead Man Walking»                | 3:51         |
| 14.                 | «Sick And Empty»                  | 4:28         |
| 15.                 | «Dreaming Of Eden»                | 5:05         |
| 16.                 | «Victorious» (Soundtrack Version) | 4:30         |
| 17.                 | «Legendary» (Destiny Remix)       | 3:53         |
| 18.                 | «Save Me» (Reimagined)            | 3:35         |
| 19.                 | «Reach» (Falling Deep Remix)      | 3:34         |
| 20.                 | «Terrify The Dark» (Reimagined)   | 3:35         |
| Общая длительность: | Общая длительность:               | 30:71        |

## Команда, работавшая над альбомом
- Джон Купер — лид-вокал / бас-гитара / продюсирование
- Кори Купер — ритм-гитара / клавишные / продюсирование
- Джен Леджер — ударные / бэк-вокал
- Сет Моррисон — соло-гитара
- Тэд Джэнсэн — мастеринг из Стерлинг саунд, Нэшвилл

## Чарты
| Чарт (2019)                          | Пиковая позиция |
| ------------------------------------ | --------------- |
| Australian Albums (ARIA)             | 31              |
| Австрия (Ö3 Austria)                 | 20              |
| Бельгия/Фландрия (Ultratop)          | 39              |
| Бельгия/Валлония (Ultratop)          | 117             |
| Канада (Canadian Albums Chart)       | 33              |
| Нидерланды (Album Top 100)           | 94              |
| Германия (Offizielle Top 100)        | 17              |
| Венгрия (MAHASZ)                     | 22              |
| Шотландия (Scottish Albums Chart)    | 21              |
| Швейцария (Schweizer Hitparade)      | 10              |
| Великобритания (UK Albums Chart)     | 84              |
| США (Billboard 200)                  | 17              |
| США (Billboard Christian Albums)     | 1               |
| США (Billboard Top Hard Rock Albums) | 3               |
| США (Billboard Top Rock Albums)      | 3               |